# Рапатово
Рапа́тово (рос. Рапатово, башк. Рапат) — село у складі Чекмагушівського району Башкортостану, Росія. Адміністративний центр Рапатовської сільської ради.
Населення — 830 осіб (2010; 908 у 2002).
Національний склад:
- татари — 54 %
- башкири — 44 %

## Відомі особистості
В поселенні народились:
- Смаков Ільфак Музіпович (1940—1993) — радянський російський співак.
- Юсупов Рінат Шайхуллович (1947) — Герой Соціалістичної праці